# Neolític antic
El Neolític antic o Neolític inicial es va iniciar a l'Orient abans del 7000 aC i s'estengué cap a l'oest a través del Danubi i la Mediterrània.
L'existència de contactes entre Orient i la península Ibèrica està acreditada per algunes troballes.
La primera fase del Neolític la situaríem a Catalunya i al País Valencià entre el 4500 aC i el 3500 aC i és possible que influències culturals procedents de l'Orient arribaren al litoral mediterrani. Més dubtosa és la penetració de l'element humà oriental.
A Catalunya s'han datat objectes neolítics del 4300 aC

## Cultures destacades del Neolític inicial
- Beixin (Xina)
- Cultura cishan (Xina)
- Sesklo (Grècia)
- Starčevo (Balcans)

## Neolític inicial a la península Ibèrica
A la península Ibèrica, van arribar els primers emigrants orientals després del 4500 aC. Es creu que venien d'Anatòlia, i que van seguir el curs del Danubi, i després la vall del Po, per arribar als Pirineus. També pogueren arribar emigrants orientals per via marítima, contornejant les costes mediterrànies, i encara que aquesta arribada és problemàtica, els assentaments, majoritàriament costers, suggereixen un paper decisiu de la mar en l'arribada dels orientals.

## Neolític a la zona de parla catalana
A l'actual zona litoral catalana, sembla que llavors s'hi assentaren poblacions foranes que van desplaçar o absorbir la població existent i van donar origen a una societat diferenciada de l'anterior mesolítica. Sembla provat que venien de la Mediterrània oriental (Síria, Turquia).
L'arribada a la costa mediterrània de viatgers procedents d'Orient o d'altres llocs però que ja havien tingut contactes o influències d'Orient fa pensar que des d'allí la civilització s'estengué cap a l'interior.
Els emigrants orientals coneixen els rudiments de les tècniques agrícoles. Viuen bàsicament en coves i en cabanes de fusta. Coneixen la tècnica de moldre el gra colpejant-lo amb pedres rodones de petita grandària que es podien agafar amb la mà, contra pedres més grans i planes. La farina obtinguda es menjava barrejada amb aigua o amb altres aliments, o cuinada damunt de pedres calentes. Varen establir comunitats petites properes als rius i en valls fèrtils. S'enterraven acuradament. Encara que coneixien l'agricultura, eren bàsicament ramaders, i seguien practicant la cacera i la recol·lecció.
Aquesta primera civilització neolítica, estesa pel nord d'Àfrica, les zones que ara coneixem com el País Valencià, Catalunya, el sud-est francès i Itàlia, no s'allunyà gaire de les zones costaneres. S'observa una certa unitat cultural per tota la costa mediterrània de la península Ibèrica, el nord d'Àfrica, el sud-est francès i la península Italiana, sobretot de la banda de l'Adriàtic. Rarament els seus assentaments estaven situats a més de cent quilòmetres de la costa, cosa que no vol dir que no difongueren els seus hàbits culturals a zones més allunyades.
Les coves més destacades a Catalunya són les de Montserrat (per exemple, la cova Gran de Montserrat al terme de Collbató, o la cova Freda al mateix terme), però n'hi ha al Baix Llobregat, el Penedès, el Priorat i més avall de l'Ebre continuant pel País Valencià (on destaquen la cova de la Sarsa a Bocairent, la cova de Bocairent també en aquest terme i la cova d'Or, a Beniarrés).
Les pintures apareixen en molts indrets dels Països Catalans o de la rodalia (Aragó i Múrcia):
- Coves de Cogul o Roca dels Moros, a Cogul de les Garrigues
- Tivissa i el Perelló (Tarragona)
- La Sénia
- Rojals
- Calapatà
- Vall de l'Aigua Amarga (més enllà d'Alcanyís)
- Barranc dels Gascons
- Els Cecans (Calaceit)
- diverses a Albarrassí
- Morella la Vella (cova del Roure)
- Barranc de la Valltorta (termes de Tírig i d'Albocacer)
- Barranc de la Gassulla (Ares del Maestrat)
- Les Dogues
- Cova Remígia (Ares del Maestrat)
- La Joquera (Borriol)
- Cova de l'Aranya (Ricorp)
- Dues Aigües
- Diverses a Alacant i en alguns llocs de Múrcia, i en destaca la cova de La Sarga, prop d'Alcoi.